# Quercus breviloba
Quercus breviloba és una espècie de roure que pertany a la família de les fagàcies i està dins de la secció dels roures blancs.

## Descripció
Quercus breviloba creix fins a una alçada de 12 m, amb un diàmetre a l'alçada de l'home de 81 cm i l'escorça és escamosa i grisa. Les fulles fan entre els 3–8 cm de llarg per els 2-4,5 cm d'ample, amb les puntes "àmpliament arrodonides i sense truges". Les formes del limbe de les fulles són "estretament obovades a oblanceolades o estretament el·líptiques". Les branquetes són glabres o poden tenir "pèls dispersos". Les parts inferiors de les fulles tenen "nombrosos pèls estrellats sèssils amb raigs de propagació horitzontal.

## Distribució
Quercus breviloba creix a algunes parts del sud dels Estats Units (Oklahoma i Texas), i als estats del nord-est de Mèxic (Coahuila, Nuevo León i Tamaulipas).

## Taxonomia
Quercus breviloba va ser descrita per Charles Sprague Sargent i publicat a Garden & Forest 8: 93 a l'any 1895.
Etimologia
Quercus: nom genèric del llatí que designava igualment al roure i a l'alzina.
breviloba: epítet llatí que significa "amb lòbuls curts o petits".
Sinonimia
- Quercus durandii var. breviloba (Torr.) Palmer
- Quercus sinuata var. breviloba (Torr.) C. H. Mull.[1][2]